# Strotarchus tropicus
Strotarchus tropicus is een spinnensoort uit de familie van de Cheiracanthiidae.
De wetenschappelijke naam van de soort werd in 1917 als Coreidon tropicum gepubliceerd door Cândido Firmino de Mello-Leitão.